# 柏原城 (伊賀国)
柏原城（かしはらじょう）は、三重県名張市赤目町柏原にあった日本の城。別名滝野城。

## 立地と構造
高善山（竜神山）の北西にあたる丘陵地にあり、単郭四方土塁・周濠の城で、多重の空堀などの構造を持つ。東側に二重の空堀、主郭虎口の石垣痕跡が現存、東隅に「御滝女郎化粧井戸」と呼ばれる大井戸が残っている。

## 歴史
1558年（永禄元年） - 1570年（元亀元年）の間に滝野貞清が築城したとされる。1574年（天正2年）に貞清が死去した後は滝野吉政が継ぐ。1581年（天正9年）の天正伊賀の乱では、城主・滝野吉政や百地丹波をはじめ、近在や比自山城から落ち延びてきた土豪など、1600余人で立て篭もり織田信長に抵抗した。最終的には和議に応じて開城した。

## 周辺
- 赤目口駅
- 赤目四十八滝